# Juan Carlos Valerón
Juan Carlos Valerón Santana (Arguineguín, Gran Canaria, 17 de junio de 1975) es un exfutbolista y entrenador español que ocupaba la demarcación de mediapunta. Actualmente está sin equipo tras dejar el Fabril, filial del Deportivo de La Coruña.
Se retiró como jugador, tras 20 temporadas en la élite, en la U. D. Las Palmas, club donde se formó como futbolista en sus categorías inferiores. Debutó en Primera División en la temporada 1997-98 con el R. C. D. Mallorca, tras la que recaló en el Atlético de Madrid. En 2000, fue traspasado del club rojiblanco al Real Club Deportivo de La Coruña, club al que perteneció trece temporadas (2000–2013), alcanzando su cénit futbolístico entre 2001 y 2004, años en los que es reconocido como uno de los mejores centrocampistas europeos y en los que lidera un Deportivo semifinalista en la Liga de Campeones 2003-04 y campeón de la Copa del Rey de 2002 y de dos Supercopas de España.
Fue internacional absoluto con la selección española durante siete años, desde 1998 hasta 2005, totalizando 46 internacionalidades y 5 goles, y disputando tres fases finales, Eurocopa 2000, Copa del Mundo 2002 y Eurocopa 2004.

## Trayectoria
Juan Carlos Valerón empezó jugando en las categorías inferiores de la Unión Deportiva Las Palmas, equipo al que llegó procedente de la cantera del Club Deportivo Arguineguín, club de su pueblo natal, de donde también proceden otros jugadores como David Silva o Aythami Artiles.
Debutó en el primer equipo aún en Segunda B, con 20 años en la temporada 1995-96. Ese año conseguir el ascenso con el conjunto amarillo de manera que en 1996 debuta en Segunda División, en un equipo donde ya jugaba su hermano Miguel Ángel Valerón y jugadores como Turu Flores, Walter Pico o Manuel Pablo, a la postre compañero en Riazor. 

### Debut en Primera División
En 1997 es fichado por el Mallorca, debutando el 30 de agosto en casa frente al Valencia. Tras una gran temporada, ficha por el Club Atlético de Madrid, haciéndose con la titularidad esa primera temporada 1998-99, por delante de Juninho. La segunda temporada 1999-2000, con una plantilla planificada para alcanzar puestos de Liga de Campeones con jugadores como Molina, Baraja, Hasselbaink o Kiko, estuvo marcada por la intervención judicial del club, el subcampeonato de Copa del Rey y el dramático descenso de categoría. Este descenso, obliga al club a desprenderse de sus principales jugadores, siendo el R. C. Deportivo unos de sus principales compradores, al hacerse con los servicios del propio Valerón, Molina y Capdevila.

### Real Club Deportivo

#### El "Súper Dépor"
El 24 de julio de 2000 fue presentado con el Real Club Deportivo de La Coruña que lo fichaba por siete temporadas, con un traspaso de 1700 millones de pesetas al club rojiblanco.
Valerón llegó a un equipo reciente campeón de Liga y en el que compitió con el brasileño Djalminha, por el puesto de mediapunta en el once titular. Valerón se asentó como titular en su segunda temporada, la 2001-02, en la que el club coruñés se proclamó campeón de la Copa del Rey ante el Real Madrid en el Bernabéu, recordada como el «centenariazo» y cuajó una de sus mejores temporadas en el mediocentro del ataque del equipo blanquiazul.
En competiciones continentales, la mejor temporada de Valerón fue la de la Liga de Campeones 2003-04. Después de eliminar a la Juventus FC en octavos de final, el Depor se enfrentó en cuartos al que era campeón y favorito para revalidar el título, el AC Milan. En la ida de la eliminatoria disputada en Milán, el resultado de 4–1 favorable a los italianos, parecía casi definitivo, pero en el partido de vuelta, el Milan fue arrollado en Riazor ante el vendaval de fútbol de los gallegos (4–0), pasando así a semifinales tras una histórica remontada. En semifinales se enfrentaron al F. C. Porto de José Mourinho, empatando en la ida en Portugal 0–0 y cayendo en Riazor 0–1, fruto de un polémico penalti.

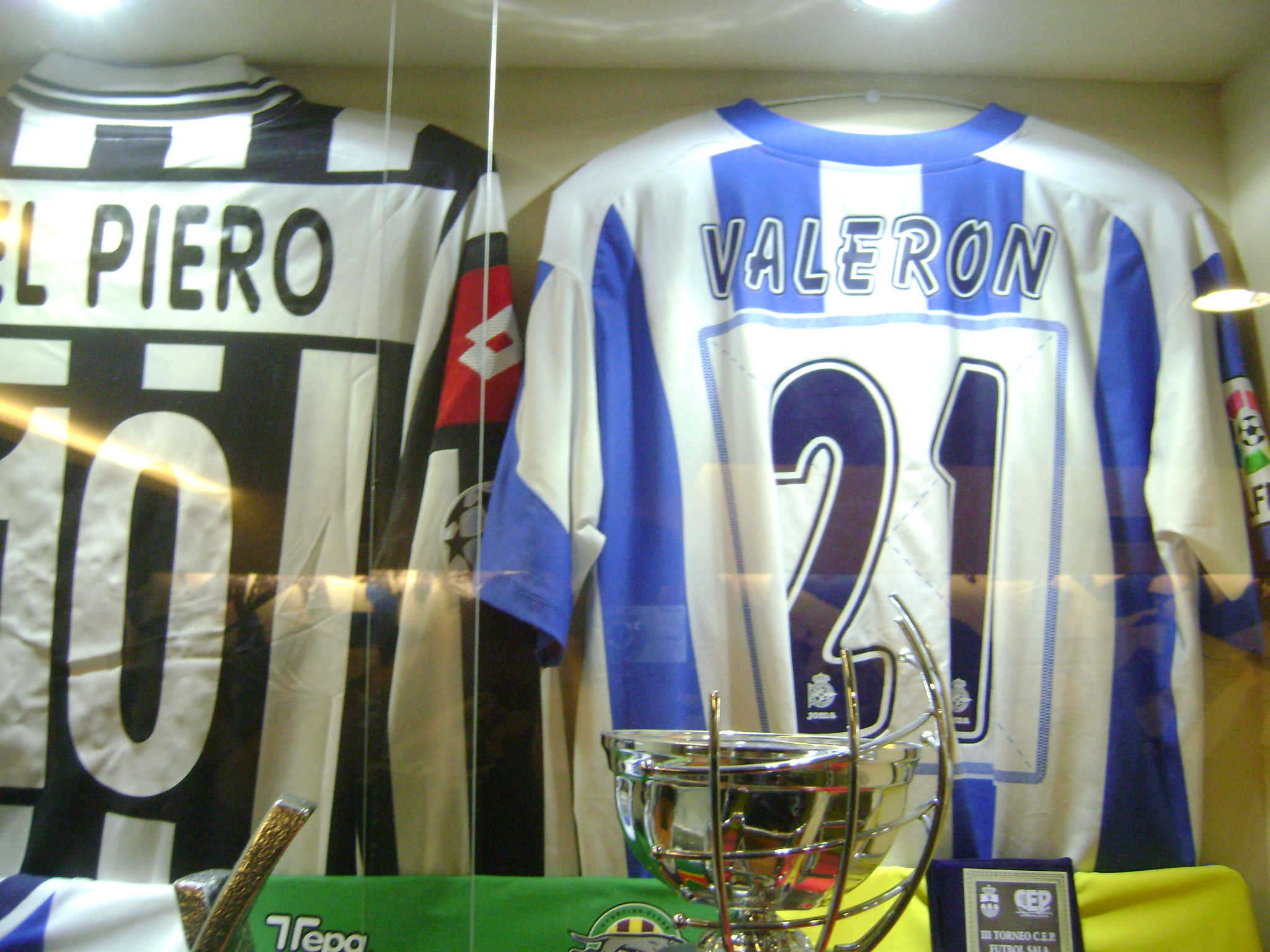
Camiseta de Juan Carlos Valerón, junto a la de Alessandro Del Piero.

#### Después de Irureta
En enero de 2006 sufrió una grave lesión: rotura del ligamento cruzado anterior de la rodilla. En la pretemporada siguiente a su recuperación (comienzo de 2006-07), recayó de su lesión y cuando a principios de 2007 parecía que está recuperado, volvió a lesionarse. Se le sometió a otra operación el 24 de marzo de 2007. Volvió a jugar en partido oficial el 27 de enero de 2008. Desde entonces el entrenador Miguel Ángel Lotina le fue administrando los minutos entre Copa del Rey y Copa de la UEFA.
El 29 de abril de 2010, se confirmó su renovación por 5 temporadas más, al menos una más como jugador, después pasaría a ser asesor del presidente Augusto César Lendoiro. En mayo de 2011 se consumó el descenso del club a Segunda División, tras lo que declaró:

“Me hace la misma ilusión jugar con el Dépor en Segunda que con la Selección”

La temporada siguiente contribuyó a que el Deportivo recuperase la categoría perdida el año anterior. Una vez conseguido el objetivo marcado insinuó su posible retirada del fútbol activo. El 1 de junio de 2013, anunció que abandonaba el Real Club Deportivo de La Coruña, debido al desgaste personal que había sufrido durante las últimas temporadas.

### Retorno a Las Palmas
El 14 de julio de 2013, se hizo oficial su vuelta a la U. D. Las Palmas, en segunda división, firmando una temporada con opción a otra.
En la segunda temporada en el club canario consiguió el ascenso a primera división, renovando una temporada más. De esta manera en la jornada 24 de la campaña 2015-16 alcanzó su partido 400 en la máxima categoría del fútbol español.
El 7 de mayo de 2016 hizo oficial su retirada definitiva como jugador al finalizar la temporada 2015-16. Al mismo tiempo el presidente del club lo nombró 'Capitán de Honor' y embajador de la U. D. Las Palmas. En su último partido como profesional, disputado el 8 de mayo de 2016 frente al Athletic Club, recibió el homenaje unánime de la afición del estadio de Gran Canaria.

## Entrenador
Tras su retirada como futbolista comenzó su formación como entrenador, realizando el curso de entrenador UEFA B. Al mismo tiempo comienza a colaborar con los equipos filiales de la U. D. Las Palmas.
En la temporada 2017-18 ejerció de ayudante de Manolo Márquez al frente del primer equipo, en su tercer año consecutivo en Primera. Con la dimisión de Márquez y la llegada de Pako Ayestarán dejó este puesto y pasó a hacerse cargo de uno de los equipos infantiles del club. Tras conseguir el título de entrenador UEFA B pasó a ser ayudante de Juan Manuel Rodríguez en Las Palmas Atlético, filial amarillo en Segunda B.
En julio de 2019 se incorporó al cuerpo técnico de la Federación Canaria de Fútbol como responsable de los combinados masculinos que participan en los Campeonatos Autonómicos. En agosto de 2020 fue nombrado entrenador del Fabril, filial del R. C. Deportivo. Al final de la temporada rescindió el contrato que lo unía al Depor.

## Selección nacional
Su debut como internacional se produjo el 18 de noviembre de 1998 en el partido Italia 2:2 España, habiendo jugado 46 partidos en los que marcó 5 goles.

### Participaciones en Copas del Mundo
| Mundial                        | Sede                  | Resultado        | Partidos | Goles |
| ------------------------------ | --------------------- | ---------------- | -------- | ----- |
| Copa Mundial de Fútbol de 2002 | Corea del Sur y Japón | Cuartos de final | 4        | 1     |

### Participaciones en Eurocopas
| Eurocopa      | Sede                   | Resultado        | Partidos | Goles |
| ------------- | ---------------------- | ---------------- | -------- | ----- |
| Eurocopa 2000 | Bélgica y Países Bajos | Cuartos de final | 2        | 0     |
| Eurocopa 2004 | Portugal               | Fase de grupos   | 3        | 1     |

## Clubes y estadísticas
- Actualizado de acuerdo al último partido jugado el 1 de junio de 2013.

| Equipo                          | Temp.               | Div.                | Liga | Liga | Liga | Copa del Rey | Copa del Rey | Copa del Rey | Supercopa de España | Supercopa de España | Supercopa de España | Competición europea | Competición europea | Competición europea | Total | Total | Total | Media goles |
| Equipo                          | Temp.               | Div.                | PJ   | Gol  | PPG  | PJ           | Gol          | PPG          | PJ                  | Gol                 | PPG                 | PJ                  | Gol                 | PPG                 | PJ    | Gol   | PPG   | Media goles |
| ------------------------------- | ------------------- | ------------------- | ---- | ---- | ---- | ------------ | ------------ | ------------ | ------------------- | ------------------- | ------------------- | ------------------- | ------------------- | ------------------- | ----- | ----- | ----- | ----------- |
| Las Palmas Atlético · España    | 1994-95             | 3.ª                 | 25   | 7    | 0    | 0            | 0            | 0            | 0                   | 0                   | 0                   | 0                   | 0                   | 0                   | 25    | 7     | 0     | 0,28        |
| U. D. Las Palmas · España       | 1995-96             | 2.ª B               | 27   | 0    | 0    | 2            | 1            | 0            | 0                   | 0                   | 0                   | 0                   | 0                   | 0                   | 29    | 1     | 0     | 0,03        |
| U. D. Las Palmas · España       | 1996-97             | 2.ª                 | 27   | 2    | 0    | 7            | 0            | 0            | 0                   | 0                   | 0                   | 0                   | 0                   | 0                   | 28    | 2     | 0     | 0,07        |
| U. D. Las Palmas · España       | Total               | Total               | 54   | 2    | 0    | 9            | 1            | 0            | 0                   | 0                   | 0                   | 0                   | 0                   | 0                   | 57    | 3     | 0     | 0,05        |
| Real Mallorca · España          | 1997-98             | 1.ª                 | 36   | 3    | 0    | 11           | 1            | 0            | 0                   | 0                   | 0                   | 0                   | 0                   | 0                   | 47    | 4     | 0     | 0,09        |
| Atlético de Madrid · España     | 1998-99             | 1.ª                 | 30   | 3    | 0    | 5            | 0            | 0            | 0                   | 0                   | 0                   | 5                   | 0                   | 0                   | 40    | 3     | 0     | 0,08        |
| Atlético de Madrid · España     | 1999-2000           |                     | 35   | 4    | 0    | 6            | 0            | 0            | 0                   | 0                   | 0                   | 6                   | 0                   | 0                   | 47    | 4     | 0     | 0,09        |
| Atlético de Madrid · España     | Total               | Total               | 65   | 7    | 0    | 11           | 0            | 0            | 0                   | 0                   | 0                   | 11                  | 0                   | 0                   | 87    | 7     | 0     | 0,08        |
| Deportivo de La Coruña · España | 2000-01             | 1.ª                 | 31   | 4    | 6    | 2            | 0            | 0            | 0                   | 0                   | 0                   | 8                   | 0                   | 2                   | 41    | 4     | 8     | 0,10        |
| Deportivo de La Coruña · España | 2001-02             | 1.ª                 | 36   | 3    | 9    | 4            | 0            | 1            | 0                   | 0                   | 0                   | 13                  | 3                   | 3                   | 53    | 6     | 13    | 0,11        |
| Deportivo de La Coruña · España | 2002-03             | 1.ª                 | 23   | 2    | 3    | 1            | 0            | 0            | 2                   | 1                   | 0                   | 5                   | 0                   | 2                   | 31    | 3     | 5     | 0,07        |
| Deportivo de La Coruña · España | 2003-04             | 1.ª                 | 34   | 3    | 4    | 1            | 0            | 0            | 0                   | 0                   | 0                   | 14                  | 2                   | 0                   | 49    | 5     | 4     | 0,12        |
| Deportivo de La Coruña · España | 2004-05             | 1.ª                 | 38   | 1    | 8    | 1            | 0            | 0            | 0                   | 0                   | 0                   | 8                   | 0                   | 0                   | 47    | 1     | 8     | 0,02        |
| Deportivo de La Coruña · España | 2005-06             | 1.ª                 | 20   | 4    | 1    | 3            | 1            | 0            | 0                   | 0                   | 0                   | 6                   | 0                   | 0                   | 29    | 5     | 1     | 0,17        |
| Deportivo de La Coruña · España | 2006-07             | 1.ª                 | 2    | 0    | 0    | 1            | 0            | 0            | 0                   | 0                   | 0                   | 0                   | 0                   | 0                   | 3     | 0     | 0     | 0           |
| Deportivo de La Coruña · España | 2007-08             | 1.ª                 | 5    | 0    | 0    | 0            | 0            | 0            | 0                   | 0                   | 0                   | 0                   | 0                   | 0                   | 5     | 0     | 0     | 0           |
| Deportivo de La Coruña · España | 2008-09             | 1.ª                 | 22   | 0    | 3    | 3            | 0            | 0            | 0                   | 0                   | 0                   | 12                  | 1                   | 0                   | 37    | 1     | 3     | 0,03        |
| Deportivo de La Coruña · España | 2009-10             | 1.ª                 | 24   | 1    | 4    | 3            | 0            | 0            | 0                   | 0                   | 0                   | 0                   | 0                   | 0                   | 27    | 1     | 4     | 0,04        |
| Deportivo de La Coruña · España | 2010-11             | 1.ª                 | 21   | 0    | 1    | 5            | 0            | 2            | 0                   | 0                   | 0                   | 0                   | 0                   | 0                   | 26    | 0     | 3     | 0           |
| Deportivo de La Coruña · España | 2011-12             | 2.ª                 | 39   | 5    | 8    | 1            | 0            | 0            | 0                   | 0                   | 0                   | 0                   | 0                   | 0                   | 40    | 5     | 8     | 0,13        |
| Deportivo de La Coruña · España | 2012-13             | 1.ª                 | 33   | 1    | 0    | 1            | 0            | 0            | 0                   | 0                   | 0                   | 0                   | 0                   | 0                   | 34    | 1     | 0     | 0           |
| Deportivo de La Coruña · España | Total               | Total               | 328  | 24   | 48   | 26           | 1            | 3            | 2                   | 1                   | 0                   | 66                  | 6                   | 7                   | 422   | 32    | 57    | 0,08        |
| U. D. Las Palmas · España       | 2013-14             | 2.ª                 | 45   | 3    | 4    | 4            | 0            | 0            | 0                   | 0                   | 0                   | 0                   | 0                   | 0                   | 49    | 4     | 4     | 0,08        |
| U. D. Las Palmas · España       | 2014-15             | 2.ª                 | 24   | 0    | 0    | 3            | 0            | 0            | 0                   | 0                   | 0                   | 0                   | 0                   | 0                   | 27    | 0     | 0     | 0           |
| U. D. Las Palmas · España       | 2015-16             | 1.ª                 | 13   | 0    | 0    | 5            | 0            | 2            | 0                   | 0                   | 0                   | 0                   | 0                   | 0                   | 18    | 0     | 2     | 0           |
| U. D. Las Palmas · España       | Total               | Total               | 72   | 3    | 4    | 12           | 0            | 2            | 0                   | 0                   | 0                   | 0                   | 0                   | 0                   | 84    | 4     | 6     | 0,05        |
| Total de su carrera             | Total de su carrera | Total de su carrera | 580  | 46   | 52   | 69           | 3            | 5            | 2                   | 1                   | 0                   | 77                  | 6                   | 7                   | 728   | 57    | 63    | 0,08        |

## Palmarés

### Campeonatos nacionales
| Título              | Club                 | País   | Año  |
| ------------------- | -------------------- | ------ | ---- |
| Copa Federación     | U. D. Las Palmas "B" | España | 1995 |
| Segunda División B  | U. D. Las Palmas     | España | 1996 |
| Supercopa de España | Deportivo            | España | 2000 |
| Copa del Rey        | Deportivo            | España | 2002 |
| Supercopa de España | Deportivo            | España | 2002 |
| Segunda División    | Deportivo            | España | 2012 |

### Campeonatos internacionales
| Título          | Equipo              | Sede    | Año  |
| --------------- | ------------------- | ------- | ---- |
| Eurocopa Sub-21 | Selección de España | Rumania | 1998 |

## Filmografía
- Reportaje Canal+ (9 de diciembre de 2013), «Fiebre Maldini: 'Juan Carlos Valerón'» en Youtube
- Documental Canal+ (1 de junio de 2015), «La sonrisa del flaco» en Plus.es